# Cephonodes banksi
Cephonodes banksi is een vlinder uit de familie van de pijlstaarten (Sphingidae). De wetenschappelijke naam van de soort werd in 1923 gepubliceerd door Benjamin Preston Clark.